# Región Tlalnepantla
Región 16 Tlalnepantla es la decimosexta de las 20 regiones en que se divide el Estado de México.
Se localiza al noroeste, sobre el Valle de México en su porción septentrional y al norte de Ciudad de México. Tiene una superficie de 173.04 km² y comprende el 0.77% del territorio de la entidad.

## Municipios de la región
- Tlalnepantla de Baz

## Economía
La industria es considerada como la principal actividad económica que se desarrolla en la Región, ocupando esta, simplemente, el 70% de la actividad del municipio de Tlanepantla de Baz.